# Resoviaornis
Resoviaornis es un género extinto de aves paseriformes que vivieron a principios del Oligoceno en el sur de Polonia. Solo se conoce una especie, Resoviaornis jamrozi. Hasta el momento es el paseriforme más pequeño conocido de esa época.